# Вітковиці (хокейний клуб)
ХК «Вітковиці» (чеськ. HC Vítkovice) — хокейний клуб з м. Острави, Чехія. Заснований у 1928 році.
Виступає в чемпіонаті Чеської Екстраліги.
Домашні ігри команда проводить на «ČEZ Арені» (10190). Офіційні кольори клубу синий і білий.

## Колишні назви
- 1928—1939 — ССК
- 1939—1945 — ЧСК
- 1945—1948 — СК «Вітковіцке железарни»
- 1948—1952 — «Сокол Вітковіцке железарни»
- 1952—1957 — «Банік»
- 1957—1979 — ВЖКГ

## Досягнення

### Чемпіонат Чехословаччини
- Чемпіон (1952, 1981)
- Срібний призер (1950, 1951, 1953, 1983, 1993)
- Бронзовий призер (1958, 1979)

### Чемпіонат Чехії
- Срібний призер (1997, 2002, 2010, 2011)
- Бронзовий призер (1998, 2001)

## Найсильніші гравці різних років
- воротарі: З. Шахміллнер, Йозеф Міколаш, Мартін Прусек;
- захисники: Вац. Бубник, Е. Реміаш, Ф. Планка, О. Павлик, Я. Лідрал, Ян Каспер, Ярослав Личка, А. Флашар, Мілош Голань, Дмитро Єрофєєв, Ріхард Шмеглик;
- нападники: Л. Станек, С. Блажек, З. Наврат, Владімір Боузек, С. Вашат, О. Сеймл, С. Гарстка, Л. Грабовський, Л. Сисала, М. Тесаржик, О. Нетолічка, М. Влах, П. Янчурек, Я. Мець, В. Странський, Збинек Нойвірт, Мілош Голань, Владімір Вуйтек, Я. Влк, Франтішек Черник, Давід Моравець, Сергій Петренко, Олександр Прокоп'єв, К. Шимічек.

Чемпіоном Чехословаччини клуб ставав при тренерах Владімірові Боузеку (1952), І. Соукупу та К. Метелці (1981).